# Bêtes de somme
Bêtes de somme (Beasts of Burden) est une série de bande dessinée américaines écrite par Evan Dorkin et Sarah Dyer et dessinée par Jill Thompson et Benjamin Dewey, publiée irrégulièrement et sous diverses formes depuis 2003 par Dark Horse Comics. La version française de la série est publiée par Delcourt.
Ses héros sont un groupe d'animaux, cinq chiens (en VO: Ace, Rex, Jack, Whitey et Pugsley; en VF: Cador, le husky, Terry, le terrier, Bégueule, le beagle, Dobey, le doberman, Mr Carlton aka Carl, le carlin) et deux chats (en VO: Orphan / VF: Sans-Famille puis Dymphna), qui résolvent des énigmes surnaturelles survenant dans leur environnement immédiat, la petite communauté fictionnelle de Burden Hill.

## Genèse
Les personnages font leur première apparition dans l'histoire Stray scénarisée par Evan Dorkin et dessinée par Jill Thompson dans The Dark Horse Book of Hauntings, après une demande à Darkin de la part de l'éditeur de Dark Horse Comics Scott Allie d'écrire une histoire pour la série d'anthologie horrifique The Dark Horse Book of... (en). Ils font d'autres apparitions dans The Dark Horse Book of Witchcraft, The Dark Horse Book of the Dead et The Dark Horse Book of Monsters.
En 2009, les personnages apparaissent dans leur propre mini-série de quatre épisodes. L'année suivante sort le premier recueil de la série, Beasts of Burden: Animal Rites, publié en France par Delcourt sous le titre Mal de chiens en juin 2012. Les personnages apparaissent également au côté d'Hellboy dans un one shot crossover intitulé Hellboy/Beasts of Burden: Sacrifice. Trois nouvelles histoires courtes de Bêtes de somme paraissent dans le 4e, 6e et 8e numéro de Dark Horse Presents - Third incarnation en 2011 et 2012, compilées ensuite dans le one shot Beasts of Burden: Neighborhood Watch, publié par Delcourt sous le titre Surveillance de quartier en juillet 2020. Le rythme de publication ralentit ensuite avec seulement deux numéros entre 2013 et 2017.

## Publications

### Publications originales
Comic books
| Date              | Histoires                                                                | Apparaît dans                                   | Scénariste                  | Dessinateur    | Lettreur      | Notes  |
| ----------------- | ------------------------------------------------------------------------ | ----------------------------------------------- | --------------------------- | -------------- | ------------- | ------ |
| 27 août 2003      | Stray                                                                    | The Dark Horse Book of Hauntings                | Evan Dorkin                 | Jill Thompson  | Jill Thompson | [ 5 ]  |
| 7 juillet 2004    | The Unfamiliar                                                           | The Dark Horse Book of Witchcraft               | Evan Dorkin                 | Jill Thompson  | Jill Thompson | [ 6 ]  |
| 1er juin 2005     | Let Sleeping Dogs Lie                                                    | The Dark Horse Book of the Dead                 | Evan Dorkin                 | Jill Thompson  | Jill Thompson | [ 7 ]  |
| 13 décembre 2006  | A Dog and His Boy                                                        | The Dark Horse Book of Monsters                 | Evan Dorkin et Sarah Dyer   | Jill Thompson  | Jason Arthur  | [ 8 ]  |
| 16 septembre 2009 | The Gathering Storm                                                      | Beasts of Burden #1                             | Evan Dorkin                 | Jill Thompson  | Jason Arthur  | [ 9 ]  |
| 21 octobre 2009   | Lost                                                                     | Beasts of Burden #2                             | Evan Dorkin                 | Jill Thompson  | Jason Arthur  | [ 10 ] |
| 25 novembre 2009  | Something Whiskered This Way Comes                                       | Beasts of Burden #3                             | Evan Dorkin                 | Jill Thompson  | Jason Arthur  | [ 11 ] |
| 23 décembre 2009  | Grave Happenings                                                         | Beasts of Burden #4                             | Evan Dorkin                 | Jill Thompson  | Jason Arthur  | [ 12 ] |
| 27 octobre 2010   | Sacrifice                                                                | Hellboy/Beasts of Burden: Sacrifice             | Evan Dorkin et Mike Mignola | Jill Thompson  | Jason Arthur  | [ 13 ] |
| 21 septembre 2011 | Food Run                                                                 | Dark Horse Presents #4                          | Evan Dorkin                 | Jill Thompson  | Jason Arthur  | [ 14 ] |
| 23 novembre 2011  | Story Time                                                               | Dark Horse Presents #6                          | Evan Dorkin                 | Jill Thompson  | Jason Arthur  | [ 15 ] |
| 1er février 2012  | The View from the Hill                                                   | Dark Horse Presents #8                          | Evan Dorkin                 | Jill Thompson  | Jason Arthur  | [ 16 ] |
| 1er août 2012     | Histoires recueillies : - Food Run - Story Time - The View from the Hill | Beasts of Burden: Neighborhood Watch            | Evan Dorkin                 | Jill Thompson  | Jason Arthur  | [ 17 ] |
| 12 mars 2014      | Hunters and Gatherers                                                    | Beasts of Burden: Hunters and Gatherers         | Evan Dorkin                 | Jill Thompson  | Jason Arthur  | [ 18 ] |
| 4 mai 2016        | What the Cat Dragged In                                                  | Beasts of Burden: What the Cat Dragged In       | Evan Dorkin et Sarah Dyer   | Jill Thompson  | Jason Arthur  | [ 19 ] |
| 22 août 2018      | Wise Dogs and Eldritch Men                                               | Beasts of Burden: Wise Dogs and Eldritch Men #1 | Evan Dorkin                 | Benjamin Dewey | Nate Piekos   | [ 20 ] |
| 26 septembre 2018 | Wise Dogs and Eldritch Men                                               | Beasts of Burden: Wise Dogs and Eldritch Men #2 | Evan Dorkin                 | Benjamin Dewey | Nate Piekos   | [ 21 ] |
| 24 octobre 2018   | Wise Dogs and Eldritch Men                                               | Beasts of Burden: Wise Dogs and Eldritch Men #3 | Evan Dorkin                 | Benjamin Dewey | Nate Piekos   | [ 22 ] |
| 19 décembre 2018  | Wise Dogs and Eldritch Men                                               | Beasts of Burden: Wise Dogs and Eldritch Men #4 | Evan Dorkin                 | Benjamin Dewey | Nate Piekos   | [ 23 ] |
| 1er mai 2019      | The Presence of Others                                                   | Beasts of Burden: The Presence of Others #1     | Evan Dorkin                 | Jill Thompson  | Nate Piekos   | [ 24 ] |
| 5 juin 2019       | The Presence of Others                                                   | Beasts of Burden: The Presence of Others #2     | Evan Dorkin                 | Benjamin Dewey | Nate Piekos   |        |
| 7 avril 2021      | Occupied Territory                                                       | Beasts of Burden: Occupied Territory #1         | Evan Dorkin et Sarah Dyer   | Benjamin Dewey | Nate Piekos   | [ 25 ] |
| 5 mai 2021        | Occupied Territory                                                       | Beasts of Burden: Occupied Territory #2         | Evan Dorkin et Sarah Dyer   | Benjamin Dewey | Nate Piekos   |        |
| 2 juin 2021       | Occupied Territory                                                       | Beasts of Burden: Occupied Territory #3         | Evan Dorkin et Sarah Dyer   | Benjamin Dewey | Nate Piekos   |        |
| 7 juillet 2021    | Occupied Territory                                                       | Beasts of Burden: Occupied Territory #4         | Evan Dorkin et Sarah Dyer   | Benjamin Dewey | Nate Piekos   |        |

Recueils
| Volume | Titre                                        | Date                               | Histoires compilées | ISBN                                                 | Notes  |
| ------ | -------------------------------------------- | ---------------------------------- | --- | ---------------------------------------------------- | ------ |
| 1      | Beasts of Burden: Animal Rites               | 30 juin 2010 (HC) 9 mai 2018 (TPB) | - Stray - The Unfamiliar - Let Sleeping Dogs Lie - A Dog and His Boy - The Gathering Storm - Lost - Something Whiskered This Way Comes - Grave Happenings | (ISBN 9781595825131) (HC) (ISBN 9781506706368) (TPB) | ,      |
|        | Beasts of Burden: Wise Dogs and Eldritch Men | 20 mars 2019 (HC)                  | - Wise Dogs and Eldritch Men | (ISBN 9781506708744) (HC)                            | [ 28 ] |
| 2      | Beasts of Burden: Neighborhood Watch         | 18 septembre 2019 (HC)             | - Sacrifice - Food Run - Story Time - The View from the Hill - Hunters and Gatherers - What the Cat Dragged In - The Presence of Others                   | (ISBN 9781506714103) (HC)                            | [ 29 ] |
|        | Beasts of Burden: Occupied Territory         | 30 novembre 2021 (HC)              | - Occupied Territory | (ISBN 9781506720395) (HC)                            |        |

### Publications françaises
- Bêtes de somme, Delcourt, coll. « Contrebande » :

1. Mal de chiens, 6 juin 2012  (ISBN 978-2-7560-3150-7)
2. Surveillance de quartier, 1er juillet 2020  (ISBN 978-2-413-02757-7)

## Récompenses
- 2010 : Prix Eisner de la meilleure publication pour adolescents/préadolescents pour le comic book Beasts of Burdens[30]
- 2011 : Prix Harvey du meilleur album non inédit pour Mal de chiens[31]
- 2015 : Prix Eisner du meilleur one-shot pour Hunters and Gatherers[32]
- 2017 : Prix Eisner du meilleur one-shot pour What the Cat Dragged In[33]